# تويستد ميتال سمول براول
تويستد ميتال سمول براول (بالإنجليزية:Twisted Metal: Small Brawl) ، هي لعبة إلكترونية من نوع المبارزة بالمركبة ، أنتجت وطورت من قبل سوني كمبيوتر إنترتينمنت سنة 2001م.

## أسلوب اللعبة
يقوم أحد الصبية الأمريكيين المنافسة على المركبات القتالية بطريقة ساخرة في بداية المقطع ، فيبدأ اللاعب بالمبارزة على الخصوم في غرف النوم وساحة المنزل والحديقة ونحو ذلك.

## وصلات خارجية
- تويستد ميتال سمول براول على موبي غيمز